# Geelwit franjekelkje
Het geelwit franjekelkje (Lachnum patulum) is een schimmel behorend tot de familie Lachnaceae. Het komt vaak voor in vaak in rietlanden. Het leeft saprotroof op bladeren van eik (Quercus), ook op bladeren en napjes van Fagus.

## Kenmerken
De apothecia zijn 1-2 mm in diameter en hebben een geelwitte hymenium. De asci hebben een J+ reactie. De ascosporen zijn zonder oliedruppels en 7-9 micron lang.

## Verspreiding
In Nederland komt het geelwit franjekelkje zeer zeldzaam voor.